# Shallow Hal
Shallow Hal is een romantische komediefilm uit 2001, met in de hoofdrollen Gwyneth Paltrow als Rosemary Shanahan, en Jack Black als Hal Larson. De film werd geregisseerd door Peter Farrelly en opgenomen in Charlotte (North Carolina), Sterling en Holden (beide in Massachusetts, de VS).

## Verhaal
Hal is een man die vooral valt op de uiterlijke schoonheid van een vrouw, en niet op de binnenkant. Dan komt hij Tony Robbins tegen, een bekende televisiepersoonlijkheid, die ervoor zorgt dat Hal voortaan alleen nog de innerlijke schoonheid van mensen ziet. Het blijkt dat Hal nu vrouwen die qua uiterlijk onaantrekkelijk zijn, toch gewoon als aantrekkelijke vrouwen ziet, zowel aan de binnen- als aan de buitenkant. Hij wordt verliefd op Rosemary, een heel dikke onaantrekkelijke vrouw, maar die er voor Hal zeer aantrekkelijk en slank uitziet. Ze wordt gepest vanwege haar gewicht, en ze zakt regelmatig door stoelen heen, maar Hal begrijpt niet hoe het komt.
Hals vriend Mauricio komt erachter dat Tony Robbins hem heeft laten veranderen. Hij belt hem op en Robbins vertelt Mauricio dat hij een spreuk moet uitspreken tegen Hal om hem weer terug te laten veranderen. Mauricio belt Hal terwijl die in een restaurant zit en spreekt de spreuk uit. Hal ontdekt dat hij Rosemary nu niet meer ziet als het knappe meisje dat hij eerst zag. Hij wil weer terug veranderen maar Robbins blijkt geen tijd te hebben. Ondertussen kan Hal Rosemary niet meer ontmoeten, hij moet eerst terug veranderen. Rosemary is verdrietig en beledigd, en verlaat bovendien voor enige tijd het land. Op het afscheidsfeest komt Hal langs en vertelt dat hij van Rosemary houdt. Ze zullen samen tijdelijk het land verlaten.

## Rolverdeling
| Acteur          | Personage         | Opmerkingen |
| --------------- | ----------------- | --- |
| Hoofdrollen     |                   | |
| Gwyneth Paltrow | Rosemary Shanahan | Rosemary is een dikke vrouw, die vaak wordt gepest om haar uiterlijk. Hal wordt verliefd op haar, omdat hij door een spreuk anders naar lelijke mensen kijkt. |
| Jack Black      | Hal Larson        | Hal wordt min of meer "betoverd", waardoor hij mensen die qua uiterlijk lelijk zijn toch mooi vindt.                                                          |
| Jason Alexander | Mauricio Wilson   | Mauricio is de grote vriend van Hal. Hij vindt het niet leuk wanneer Hal enkel nog op lelijke vrouwen valt en hij wil daarom weer de echte Hal terug.         |
| Bijrollen       |                   | |
| Joe Viterelli   | Steve Shanahan    | De vader van Rosemary |
| Rene Kirby      | Walt              | |
| Susan Ward      | Jill              | |
| Anthony Robbins | Anthony Robbins   | Bekende tv-persoonlijkheid, succes-coach |

## Achtergronden
- In een interview met The Guardian op 27 januari 2006, zei Paltrow dat dit een van de films was waarin ze slechts speelde voor het geld. Jack Black zei iets soortgelijks. Aanvankelijk was hij positief over het samenwerken met de regisseurs, maar de film pakte toch anders uit dan verwacht. Hij zei dat hij eigenlijk was uitgekocht om toch mee te spelen in de film.
- Volgens filmcriticus Richard Roeper is dit de op negen-na beste film van 2001. Anderen waren minder positief. Op IMDb heeft de film een score van 6,0 (van de 10).
- De rapper Project Pat parodieert de film in zijn videoclip "Back Clap (Make Dat Thang Clap)".
- Joe Alexanders personage wijst een vrouw af, omdat haar tweede teen langer is dan haar grote teen. Dit refereert aan de aflevering "The Tape" van Seinfeld waarin Alexander ook speelt. Daar maakt hij een grap over een grotere tweede teen.
- Omdat Paltrow zich wilde voorbereiden voor deze rol, ging ze voor de opnamen in een speciaal latex-pak als dikke vrouw in een bar zitten. Ze werd naar verluidt ruw behandeld en de mensen vermeden oogcontact met haar.
- Brooke Burns, die een bijrol heeft als Katrina, speelde zowel de mooie als de lelijke versie van het personage.
- Cadence (het meisje dat brandwonden heeft) is gespeeld door Brianna Gardner, de dochter van Tony Gardner die diverse special-effects verzorgde voor de film.
- De film bracht in totaal $70.703.043 op, genoeg om de kosten van de film te dekken.